# Cojutepeque
Cojutepeque ist eine Stadt in El Salvador.
Der Ort ist die Hauptstadt des Departamento Cuscatlán und hat 50.315 Einwohner (2007).
Cojutepeque zählt zu den ältesten Städten von El Salvador, war in den Jahren 1832, 1834, 1839 und 1854 bis 1858 die Hauptstadt der Republik. Am 13. Februar 2001 wurden durch ein starkes Erdbeben zahlreiche Gebäude der Stadt zerstört.  Am meisten betroffen waren die Stadtteile: San José, San Nicolás, El Calvario und die südlichen Siedlungen.

## Söhne des Ortes
- Raúl Contreras (1896–1973), Dichter, Dramatiker und Diplomat